# Thomas Alexander Marshall
Thomas Alexander Marshall (* 15. Januar 1794 bei Versailles, Kentucky; † 17. April 1871 in Louisville, Kentucky) war ein US-amerikanischer Politiker. Zwischen 1831 und 1835 vertrat er den Bundesstaat Kentucky im US-Repräsentantenhaus.

## Werdegang
Thomas Marshall war der Sohn von Humphrey Marshall (1760–1841), der zwischen 1795 und 1801 US-Senator für Kentucky war. Er war auch ein Onkel von Humphrey Marshall II (1812–1872), der zwischen 1849 und 1851 ebenfalls diesen Staat im Kongress vertrat. Nach der Grundschule besuchte Marshall bis 1815 das Yale College. Nach einem anschließenden Jurastudium und seiner 1817 erfolgten Zulassung als Rechtsanwalt begann er in Frankfort in diesem Beruf zu praktizieren. Im Jahr 1819 zog er nach Paris. In den 1820er Jahren schloss er sich der Bewegung gegen den späteren Präsidenten Andrew Jackson an und wurde Mitglied der kurzlebigen National Republican Party, die später weitgehend in der Whig Party aufging.
Zwischen 1827 und 1828 saß Marshall als Abgeordneter im Repräsentantenhaus von Kentucky. Bei den Kongresswahlen des Jahres 1830 wurde er im zweiten Wahlbezirk von Kentucky in das US-Repräsentantenhaus in Washington, D.C. gewählt, wo er am 4. März 1831 die Nachfolge des Demokraten Nicholas D. Coleman antrat. Bis zum 3. März 1833 vertrat Marshall den zweiten und danach bis zum 3. März den zwölften Distrikt von Kentucky. Seit dem Amtsantritt von Präsident Andrew Jackson im Jahr 1829 wurde innerhalb und außerhalb des Kongresses heftig über dessen Politik diskutiert. Dabei ging es um die umstrittene Durchsetzung des Indian Removal Act, den Konflikt mit dem Staat South Carolina, der in der Nullifikationskrise gipfelte, und die Bankenpolitik des Präsidenten.
Nach dem Ende seiner Zeit im US-Repräsentantenhaus wurde Marshall zwischen 1835 und 1856 Richter am Berufungsgericht von Kentucky. Von 1836 bis 1849 hielt er auch juristische Vorlesungen am Transylvania College in Lexington. Im Jahr 1859 zog er nach Louisville. 1863 war Marshall noch einmal Abgeordneter im Staatsparlament. Zwischen 1866 und 1867 fungierte er als Vorsitzender Richter am Berufungsgericht von Kentucky. Thomas Marshall starb am 17. April 1871 in Louisville.